# ديان لير
ديان لير (بالفرنسية: Diane Leyre)‏ (مواليد 10 يوليو 1997) عارضة أزياء فرنسية وحاملة لقب ملكة جمال فرنسا 2022 سبق لها أن توجت ملكة جمال إيل دو فرانس 2021 ،وتوجها حامل اللقب المنتهية ولايته أماندين بيتي من نورماندي ، لتصبح المرأة السادسة عشرة من إيل دو فرانس التي تفوز باللقب.

## روابط خارجية
- ديان لير على إنستغرام